# 95179 Berkó
95179 Berkó è un asteroide della fascia principale. Scoperto nel 2002, presenta un'orbita caratterizzata da un semiasse maggiore pari a 2,3947425 UA e da un'eccentricità di 0,1977391, inclinata di 1,79013° rispetto all'eclittica.
L'asteroide è dedicato all'astronomo amatoriale ungherese Ernő Berkó.